# Джеймс Аберкромбі
Джеймс Аберкромбі (англ. James Abercrombie 1706 Глассох, Банфшир, Шотландія, Велика Британія — 23 квітня 1781 Стерлінг, Стерлінгшир, Шотландія, Велика Британія) — британський генерал, головнокомандувач англійськими військами в Північній Америці під час Семирічної війни.

## Біографія
Народився Джеймс Аберкромбі у 1706 році в Глассох, Банфшир, Шотландія, Велика Британія. Старший син Олександра Аберкромбі, також депутата парламенту від графства Банфшир, і його дружини Хелен Мелдрам. Він був призначений прапорщиком в 25-й піхотний полк. Він одружився з Мері Дафф (сестрою Вільяма Даффа, першого графа Файфа), і у них народилася дочка. На загальних виборах у Великій Британії в 1734 році він був повернутий своїм шурином Вільямом Даффом, згодом Лордом Брако як членом парламенту від Банфшира. Він регулярно голосував разом з урядом.
У 1736 році Аберкромбі був проведений в капітани, а в 1739 році став віце-губернатором замку Стерлінг. Він був переобраний депутатом парламенту від Банфа на загальних британських виборах 1741 року. У 1742 році він придбав офіцерський чин майора. У 1746 році він був проведений в полковники і брав участь у фламандській кампанії війни за австрійську спадщину. Він був генерал-квартирмейстером під командуванням генерала Джеймса Сент-Клера під час рейду на Лорьян в 1746 році і був поранений при Халсті в 1747 році. На Британських загальних виборах 1747 року він був повернутий без опору депутатом парламенту від Банфа як старий Віг, але в 1754 році відмовився від участі у виборах на користь сина лорда Брако, тепер уже повнолітнього.[4]
З початком Семирічної війни в 1756 році Аберкромбі був проведений в генерал-майори і відправлений в Америку заступником Лорда Лудуна для майбутніх кампаній проти французів. Аберкромбі командував бригадою в Луїсбурзі в 1757 році і став головнокомандувачем британськими військами в Північній Америці після відходу Лудуна в грудні.
Влітку 1757 року Аберкромбі було наказано очолити експедицію проти форту карільон (пізніше відомого як Форт Тікондерога), щоб підготуватися до взяття Монреаля. Аберкромбі був генієм організації, але вагався у своєму лідерстві до такої міри, що після своєї поразки його стали називати місіс Ненні Кромбі. Він здійснив чудовий подвиг, зібравши п'ятнадцять тисяч солдатів і перекинувши їх разом з припасами через пустелю. Потім, втративши Джорджа Хоу, 3-го віконта Хоу, свого заступника, в перестрілці 7 липня під час розвідки, він направив свої війська 8 липня в лобову атаку на укріплену французьку позицію, не користуючись підтримкою артилерії. Більше двох тисяч людей були вбиті або поранені. Врешті-решт його війська запанікували і розбіглися, і він відступив у свій укріплений табір на південь від озера Джордж.
Ця катастрофа спричинила у вересні 1758 року відкликання Аберкромбі до Великої Британії та його заміну генералом Джефрі Емгерстом. Незважаючи на невдачу, в 1759 році він був проведений в генерал-лейтенанти, а в 1772 році-в генерали.

## Битви
- Війна за австрійську спадщину
- Семирічна війна
- Франко-індіанська війна
- Битва при Карильйоні[en]